# 舊馬扎羅韋
49°1′25″N 35°26′10″E / 49.02361°N 35.43611°E
舊馬扎羅韋（烏克蘭語：Старе Мажарове）是位於烏克蘭東部的村莊，由哈爾科夫州别列斯京区的扎切皮利夫卡市鎮負責管轄。該村始建於1775年，面積0.87平方公里，海拔高度83米，2001年人口214，人口密度每平方公里246.3人。